# Hans Ott (Verleger)
Hans Ott (auch Johann Ott, Johannes Ott, Johannes Otto oder Hans Ottl; gest. 1546 in Nürnberg) war ein deutscher Buchhändler, Verleger und Herausgeber in Nürnberg.

## Leben und Werk
1516 ist Hans Ott als Buchführer (= Buchhändler) in Regensburg nachgewiesen, doch verlor er 1524 das dortige Bürgerrecht. Ab 1525 war er in Nürnberg ebenfalls Buchführer, erhielt 1531 das Bürgerrecht der Stadt und 1533 das kaiserliche Privileg zur Herausgabe musikalischer Werke. Zwischen 1534 und 1544 verlegte er sechs musikalische und zwei nichtmusukalische Drucke. Im Gegensatz zu den meisten Verlegern seiner Zeit war er nicht in Personalunion auch der Drucker seiner Werke, sondern arbeitete vielmehr meist mit dem Drucker Hieronymus Formschneider zusammen. Gegen Ende seines Lebens endete aus unbekannten Gründen die Kooperation mit Formschneider, und Ott wechselte zur Druckerei von Montanus und Neuber. Nach seinem Tod führte seine Witwe Elsbeth Druckerei und Verlag weiter und ließ eine Sammlung von Chorälen Heinrich Isaacs wieder bei Formschneider drucken, möglicherweise auch deshalb, weil dieser als Vormund ihrer Tochter eingesetzt worden war.
Ott ist für seine Musikpublikationen bekannt, insbesondere die Liedersammlungen Hundert und ainundzweintzig newe Lieder mit Werken der bedeutendsten Meister der Musik des 15. und 16. Jahrhunderts, aber auch von Motetten- und Messensammlungen.

## Publikationen (Auswahl)
- Der erst teil. Hundert und ainundzweintzig newe Lieder, von berümbtenn dieser Kunst gesetzt, lustig zu singen, und auff allerley Instrument dienstlich, vormals dergleichen im Truck nye aussgangen. Nürnberg 1534; urn:nbn:de:bvb:12-bsb00082621-0.
- Schöne auszerlesne lieder des hoch berümpten Heinrici Finckens. Nürnberg 1536; urn:nbn:de:bvb:12-bsb00061377-8.
- Novum et insigne opus musicum. 1537; urn:nbn:de:bvb:12-bsb00083303-0.
- Secundus tomus novi operis musici. 1538; urn:nbn:de:bvb:12-bsb00028153-2.
- Missae tredecim 4v., 1539; urn:nbn:de:gbv:3:1-497923.
- Einhundertfünfzehn weltliche und einige geistliche Lieder ... von den bedeutendsten Meistern d. 15. u. 16. Jh. Ott, Hans, Nürnberg 1544; staatsbibliothek-berlin.de. – Berlin : M. Bahn, Neue Ausg. in Partitur m. e. beigef. Klavierauszuge ... hergest. nebst e. Einl. v. Robert Eitner, Ludwig Erk u. Otto Kade; Digitalisat in der Google-Buchsuche (Publikation älterer praktischer und theoretischer Musikwerke)